# Lannoo (drukkerij)
Lannoo is een drukkerij en uitgeverij in België.

## Geschiedenis
In 1909 nam de achttienjarige Joris Lannoo, actief in de Vlaamse Beweging, samen met zijn ouders de kleine drukkerij Horta in Tielt over. Hij zette daar tevens een uitgeverij op. Beide activiteiten werden toonaangevend in Vlaanderen, Nederland en daarbuiten. In 1959 namen de zonen Jan en Godfried Lannoo de zaak over. In de jaren zestig kende het bedrijf een sterke groei. In de jaren tachtig werd een derde generatie Lannoo actief in de zaak.

### Verzelfstandiging
Het bedrijf werd in 1991 gesplitst in Drukkerij Lannoo en Uitgeverij Lannoo. Vanaf dat moment was commercieel drukwerk het belangrijkste product. De drukkerij werkte aan een verdere automatisering van de grafische afdeling. Lannoo behaalde als eerste grafische bedrijf in de Benelux een EMAS-registratie (Europees Milieumanagement- & Audit Schema), tegelijkertijd met het IS0 9001 en ISO 14001 certificaat. Door investeringen zoals de geautomatiseerde Wohlenberg bindstraat en Kolbus inhanglijn voor hardcovers, bouwde Drukkerij Lannoo ook een eigen moderne boekbinderij.
In 2012 trad met Maarten Lannoo de vierde generatie toe tot de raad van bestuur en tekende het bedrijf het West-Vlaams Charter Duurzaam Ondernemen, een hulpinstrument om duurzaam ondernemen concreet vorm te geven. Een jaar later werd Wim Deblauwe voorzitter van de raad van bestuur en nam net als de tak Stefaan Lannoo een aandeel in de firma. Pieter Lannoo trad begin 2013 uit het bedrijf. In hetzelfde jaar werd geïnvesteerd in een digitale pers en een aangepaste afwerklijn.
Eind 2014 nam Lannoo de afdeling zefklevende labels over van Orbo Labels te Kortemark. Dit bedrijf werd inclusief 18 medewerkers overgeplaatst naar Tielt.
Op 29 maart 2018 ging de drukkerij failliet.